# Ketsada Souksavanh
Ketsada Souksavanh (* 23. November 1992) ist ein laotischer Fußballspieler.

## Karriere

### Verein
Das Fußballspielen erlernte Ketsada Souksavanh beim Erstligisten Lao Army FC in Vientiane. Hier unterschrieb er 2008 auch seinen ersten Vertrag. Nach einem Jahr wechselte er zum Ezra FC, ebenfalls ein Club aus der Hauptstadt Vientiane. 2011 wechselte er nach Thailand und unterschrieb einen Vertrag beim Drittligisten Nong Khai FT. Hier spielte er bis Ende 2012. 2013 ging er zum Ligakonkurrenten Thai Honda Ladkrabang FC. Nach einem Jahr in Bangkok ging er 2014 zurück in seine Heimat, wo er sich dem SHB Vientiane FC anschloss. Mitte 2017 verpflichtete ihn Super Power Samut Prakan FC für den Rest der Saison. Nachdem der Club abgestiegen war und anschließend auch keine Lizenz bekommen hatte, verließ er den Verein und wechselte zu Lao Toyota FC nach Vientiane. Hier stand er bis Juni 2020 unter Vertrag. Am 15. Juni 2020 verpflichtete ihn der Master 7 FC. Am Ende der Saison 2022 und 2023 wurde er mit dem Verein Vizemeister.

### Nationalmannschaft
Ketsada Souksavanh spielte 15 Mal für die laotische U-23-Nationalmannschaft. Seit 2008 spielt er für die laotische Nationalmannschaft.

## Erfolge
Lao Toyota FC
- Laotischer Meister: 2018, 2019
- Laotischer Pokalsieger: 2019

Master 7 FC
- Laotischer Vizemeister: 2022, 2023